# Trastorno bipolar II
El trastorno bipolar tipo II (TB-II) es un trastorno del estado de ánimo dentro del espectro bipolar, caracterizado por al menos un episodio hipomaníaco y al menos un episodio depresivo mayor. El diagnóstico de TB-II requiere que el individuo nunca haya experimentado un episodio maníaco completo. De lo contrario, un episodio maníaco cumpliría los criterios para el trastorno bipolar tipo I (TB-I).
La hipomanía es un estado sostenido de ánimo elevado o irritable que es menos grave que la manía, pero aún puede afectar significativamente la calidad de vida y resultar en consecuencias permanentes, como gastos imprudentes, relaciones dañadas y mal juicio.: 1651  A diferencia de la manía, la hipomanía no incluye psicosis. Los episodios hipomaníacos asociados con el TB-II deben durar al menos cuatro días.
Comúnmente, los episodios depresivos son más frecuentes e intensos que los hipomaníacos. Además, en comparación con el TB-I, el tipo II presenta episodios depresivos más frecuentes y períodos más cortos de bienestar. El curso del TB-II es más crónico y consiste en ciclos más frecuentes que el del TB-I. Finalmente, el TB-II está asociado con un mayor riesgo de pensamientos y comportamientos suicidas que el TB-I o la depresión unipolar. El TB-II no es menos grave que el TB-I, y ambos tipos presentan condiciones igualmente severas.
El TB-II es notoriamente difícil de diagnosticar. Los pacientes suelen buscar ayuda cuando están en un estado depresivo o cuando sus síntomas hipomaníacos generan efectos no deseados, como altos niveles de ansiedad o la aparente incapacidad para concentrarse en tareas. Debido a que muchos síntomas de la hipomanía se confunden con comportamientos de alto funcionamiento o se atribuyen a la personalidad, los pacientes a menudo no son conscientes de sus síntomas hipomaníacos. Además, muchas personas con TB-II tienen períodos de afecto normal. Como resultado, cuando buscan ayuda, a menudo no pueden proporcionar a su médico toda la información necesaria para una evaluación precisa, lo que lleva a un diagnóstico erróneo de depresión unipolar. El TB-II es más común que el TB-I, mientras que el TB-II y el trastorno depresivo mayor tienen tasas de diagnóstico similares. Los trastornos por consumo de sustancias (que tienen alta comorbilidad con el TB-II) y los períodos de depresión mixta también pueden dificultar la identificación precisa del TB-II. A pesar de las dificultades, es crucial que las personas con TB-II sean correctamente evaluadas para recibir el tratamiento adecuado. El uso de antidepresivos, en ausencia de estabilizadores del estado de ánimo, está correlacionado con un empeoramiento de los síntomas del TB-II.

## Causas
Múltiples factores contribuyen al desarrollo de los trastornos del espectro bipolar, aunque se han realizado pocos estudios para examinar específicamente las posibles causas del TB-II. Aunque no se han identificado disfunciones específicas en neurotransmisores, datos preliminares muestran que la transmisión de señales de calcio, el sistema glutamatérgico y la regulación hormonal juegan un papel en la fisiopatología de la enfermedad. La causa del trastorno bipolar puede atribuirse a neurotransmisores que funcionan mal, estimulando en exceso la amígdala, lo que provoca que la corteza prefrontal deje de funcionar correctamente. El paciente bipolar se ve abrumado por la estimulación emocional sin forma de entenderla, lo que puede desencadenar manía y exacerbar los efectos de la depresión.

## Signos y síntomas
El trastorno bipolar se caracteriza por cambios marcados en el estado de ánimo, la actividad y el comportamiento. El TB-II se caracteriza por períodos de hipomanía, que pueden ocurrir antes, después o de forma independiente de un episodio depresivo.

### Hipomanía
La hipomanía es la característica distintiva del TB-II, definida por una experiencia de estado de ánimo elevado. El estado de ánimo de un paciente suele ser alegre, entusiasta, eufórico o irritable. Además, pueden presentar síntomas de autoestima o grandiosidad infladas, menor necesidad de sueño, verborrea o habla apresurada, fuga de ideas o ciclos rápidos de pensamientos, distractibilidad, aumento de actividades dirigidas a objetivos, agitación psicomotora o participación excesiva en actividades con alto potencial de consecuencias dolorosas (como compras desenfrenadas, indiscreciones sexuales o inversiones comerciales imprudentes).
La hipomanía es distinta de la manía. Durante un episodio hipomaníaco típico, los pacientes pueden parecer optimistas, mostrar signos de mal juicio o aumento de energía a pesar de la falta de sueño, pero no cumplen con los criterios completos de un episodio maníaco agudo. Los pacientes pueden mostrar confianza elevada, pero no expresan pensamientos delirantes como en la manía. Pueden experimentar un aumento en la actividad dirigida a objetivos y la creatividad, pero no alcanzan la gravedad de la desorganización. El habla puede ser rápida, pero interrumpible. Los pacientes con hipomanía nunca presentan síntomas psicóticos ni alcanzan la gravedad que requiere hospitalización psiquiátrica.
Por estas razones, la hipomanía comúnmente pasa desapercibida. Los individuos a menudo solo buscan tratamiento durante un episodio depresivo, y su historial de hipomanía puede no ser diagnosticado. Aunque la hipomanía puede aumentar el funcionamiento, los episodios requieren tratamiento, ya que pueden indicar una creciente inestabilidad y precipitar un episodio depresivo.

### Episodios depresivos
Es durante los episodios depresivos que los pacientes con TB-II a menudo buscan ayuda. Los síntomas pueden ser sindrómicos o subsindrómico.
Los episodios depresivos en el TB-II pueden presentarse de manera similar a los experimentados en los trastornos depresivos unipolares. Los pacientes característicamente experimentan un estado de ánimo deprimido y pueden describirse como tristes, sombríos, desanimados o desesperanzados, durante la mayor parte del día, casi todos los días. En niños, esto puede manifestarse como un estado de ánimo irritable. La mayoría de los pacientes reportan fatiga significativa, pérdida de energía o cansancio. Los pacientes o sus familiares pueden notar una disminución del interés en actividades habituales como el sexo, hobbies o rutinas diarias. Muchos pacientes reportan cambios en el apetito junto con cambios de peso asociados. Los trastornos del sueño pueden estar presentes y manifestarse como problemas para conciliar o mantener el sueño, despertares frecuentes, sueño excesivo o dificultades para levantarse por la mañana. Aproximadamente la mitad de los pacientes deprimidos desarrollan cambios en la actividad psicomotora, descrita como lentitud en el pensamiento, el habla o el movimiento. Por el contrario, también pueden presentar agitación, con incapacidad para quedarse quietos o retorcerse las manos. Se pueden observar cambios en la postura, el habla, la expresión facial y el aseo personal. Otros signos y síntomas incluyen sentimientos de culpa, vergüenza o indefensión, disminución de la capacidad de concentración, pensamientos nihilistas y ideación suicida.
Muchos expertos han intentado encontrar diferencias confiables entre los episodios depresivos del TB-II y los del trastorno depresivo mayor (TDM), pero los datos son inconsistentes. Sin embargo, algunos clínicos informan que los pacientes que acuden con un episodio depresivo, pero que luego son diagnosticados con trastorno bipolar, a menudo presentan hipersomnia, aumento del apetito, retraso psicomotor y antecedentes de hipomanía inducida por antidepresivos. También hay evidencia que sugiere que, a diferencia de los episodios depresivos del TDM, los del TB-II tienden a incluir síntomas más comúnmente asociados con la depresión atípica, como comer o dormir en exceso. Otros factores que pueden distinguir el TB-II del TDM son la edad de inicio, que es menor para el TB, la frecuencia de recurrencia, que es mayor para el TB-II, y antecedentes familiares de trastorno bipolar (tanto tipo 1 como tipo 2).

### Episodios de estado de ánimo con características mixtas
Un episodio mixto se define por la presencia de un episodio hipomaníaco o depresivo acompañado de síntomas de la polaridad opuesta. Esto se conoce comúnmente como un episodio de estado de ánimo con características mixtas (por ejemplo, depresión con características mixtas o hipomanía con características mixtas), pero también puede denominarse episodios mixtos o estados mixtos. Por ejemplo, un paciente con depresión con características mixtas puede tener un estado de ánimo deprimido, pero presentar simultáneamente síntomas de habla rápida, aumento de energía y fuga de ideas. Por el contrario, un paciente con hipomanía con características mixtas cumplirá con los criterios completos para un episodio hipomaníaco, pero con síntomas concurrentes de disminución del apetito, pérdida de interés y baja energía.
Los episodios con características mixtas pueden durar hasta varios meses. Ocurren con mayor frecuencia en pacientes con un inicio más temprano del trastorno bipolar, están asociados con una mayor frecuencia de episodios y conllevan un mayor riesgo de uso de sustancias, trastornos de ansiedad y suicidalidad. Además, están asociados con una mayor resistencia al tratamiento en comparación con los episodios no mixtos.

### Recaídas
El trastorno bipolar es una condición de por vida, y los pacientes deben ser seguidos regularmente para prevenir recaídas. Aunque se considera que el TB-II es menos grave que el TB-I en términos de intensidad de los síntomas, el TB-II está asociado con mayores frecuencias de ciclos rápidos y episodios depresivos. En caso de recaída, los pacientes pueden experimentar nuevos trastornos del sueño, pensamiento ideofugitivo o habla, ansiedad, irritabilidad y aumento de la intensidad emocional. Familiares o amigos pueden notar que los pacientes discuten con mayor frecuencia, gastan más dinero de lo habitual, aumentan su consumo excesivo de comida, drogas o alcohol, y pueden comenzar repentinamente a asumir múltiples proyectos a la vez. Estos síntomas suelen ocurrir y se consideran señales de alerta temprana.
Factores psicosociales en la vida de una persona pueden desencadenar una recaída en pacientes con TB-II. Estos incluyen eventos estresantes, críticas de pares o familiares y un ritmo circadiano interrumpido. Además, la adición de antidepresivos puede desencadenar un episodio hipomaníaco.

### Condiciones comórbidas
Las condiciones comórbidas son extremadamente comunes en individuos con TB-II. De hecho, los individuos tienen el doble de probabilidades de presentar un trastorno comórbido que de no tenerlo. Estas incluyen trastorno de ansiedad, trastorno alimentario, trastornos de personalidad (grupo B) y trastornos por consumo de sustancias. Para el TB-II, la estimación más conservadora de la prevalencia de por vida de trastornos por uso de alcohol u otras sustancias es del 20%. En pacientes con trastorno por uso de sustancias comórbido y TB-II, los episodios tienen una duración más larga y la adherencia al tratamiento disminuye. Estudios preliminares sugieren que el uso de sustancias comórbido también está vinculado a un mayor riesgo de suicidalidad.

## Diagnóstico
El TB-II se diagnostica según los criterios establecidos en el Manual Diagnóstico y Estadístico de los Trastornos Mentales, Quinta Edición (DSM-5) de la Asociación Americana de Psiquiatría. Además, se establecen criterios diagnósticos alternativos en la Clasificación Internacional de Enfermedades, 11.ª Revisión (CIE-11) de la Organización Mundial de la Salud. Los criterios diagnósticos se basan en experiencias autoinformadas por los pacientes o sus familiares, la evaluación psiquiátrica y el examen del estado mental. Además, instrumentos de detección como el Cuestionario de Trastornos del Estado de Ánimo son herramientas útiles para determinar el estado de un paciente en el espectro bipolar. Ciertas características han demostrado aumentar las probabilidades de que los pacientes deprimidos tengan un trastorno bipolar, incluyendo síntomas atípicos de depresión como hipersomnia y hiperfagia, antecedentes familiares de trastorno bipolar, hipomanía inducida por medicación, depresión recurrente o depresión psicótica, depresión resistente al tratamiento, y depresión temprana o depresión posparto.

### Criterios DSM-5
Según el DSM-5, un paciente diagnosticado con TB-II habrá experimentado al menos un episodio hipomaníaco, al menos un episodio depresivo mayor y ningún episodio maníaco. Además, la ocurrencia de los episodios de estado de ánimo no se explica mejor por trastorno esquizoafectivo, esquizofrenia, trastorno delirante u otros trastornos del espectro de la esquizofrenia y psicóticos especificados o no especificados. El criterio final es que los episodios de estado de ánimo causen distress o deterioro clínicamente significativo en áreas sociales, ocupacionales u otras áreas importantes del funcionamiento (por los síntomas depresivos o la imprevisibilidad de los ciclos entre períodos de depresión e hipomanía).
Un episodio hipomaníaco se establece si los síntomas de un paciente persisten durante la mayor parte del día, cada día, durante al menos cuatro días. Además, deben estar presentes tres o más de los siguientes síntomas: sentido inflado de autoestima o pensamientos grandiosos, sentirse descansado a pesar de dormir poco (3 horas), verborrea, pensamientos acelerados, distractibilidad, aumento de la actividad dirigida a objetivos o agitación psicomotora, o participación excesiva en actividades con alto riesgo de consecuencias dolorosas. Según los criterios del DSM-5, un episodio depresivo mayor consiste en la presencia de un estado de ánimo deprimido o pérdida de interés/placer en actividades (anhedonia). Además de los síntomas anteriores, cinco de los nueve siguientes síntomas deben ocurrir durante más de dos semanas (en la medida en que deterioren el funcionamiento): pérdida/ganancia de peso, insomnio o hipersomnia, agitación o retraso psicomotor, fatiga, sentimientos de inutilidad/culpa inapropiada, disminución de la concentración o pensamientos de muerte/suicidio.
Especificadores:
- Con episodio actual o más reciente hipomaníaco o depresivo
- Con remisión parcial o completa
- Con severidad leve, moderada o grave
- Con angustia ansiosa
- Con características catatónicas
- Con características psicóticas congruentes con el estado de ánimo Con inicio periparto Con patrón estacional (aplica solo al patrón de episodios depresivos mayores)
- Con ciclado rápido.

### CIE-11
Según la CIE-11, un paciente con TB-II habrá experimentado experiencias episódicas de uno o más episodios hipomaníacos y uno o más episodios depresivos mayores, sin historial de un episodio maníaco o episodio mixto. Estos síntomas no pueden explicarse por otros diagnósticos como:
- Ciclotimia
- TDAH
- Trastorno negativista desafiante
- Esquizofrenia y otros trastornos psicóticos primarios
- Trastorno por consumo de sustancias
- Trastornos de personalidad
- Otros trastornos mentales
- Problemas físicos como un tumor cerebral

Los especificadores son los mismos que en el DSM-5, con la excepción de las características catatónicas y si los síntomas han ocurrido con o sin psicosis aproximadamente 6 semanas después del parto.

### Diagnósticos diferenciales
Los signos y síntomas del TB-II pueden superponerse significativamente con los de otras condiciones. Por lo tanto, una historia clínica completa, revisión de medicamentos y trabajo de laboratorio son clave para diagnosticar el TB-II y diferenciarlo de otras condiciones. El diagnóstico diferencial del TB-II incluye: depresión mayor unipolar, trastorno límite de la personalidad, trastorno por estrés postraumático, trastornos por consumo de sustancias y trastorno por déficit de atención e hiperactividad.: 1653–7 
Se han identificado diferencias importantes entre el TB-I y el TB-II en sus características clínicas, tasas de comorbilidad e historias familiares. Durante los episodios depresivos, los pacientes con TB-II tienden a mostrar mayores tasas de agitación psicomotora, culpa, vergüenza, ideación suicida e intentos de suicidio. Los pacientes con TB-II tienen tasas de comorbilidad de por vida más altas de fobias, trastornos de ansiedad, uso de sustancias y trastornos alimentarios. Además, hay una mayor correlación entre los pacientes con TB-II y antecedentes familiares de enfermedades psiquiátricas, incluyendo depresión mayor y trastornos relacionados con sustancias en comparación con el TB-I. La tasa de ocurrencia de enfermedades psiquiátricas en familiares de primer grado de pacientes con TB-II fue del 26.5%, frente al 15.4% en pacientes con TB-I.

## Manejo
Aunque el TB-II es una condición prevalente asociada con morbilidad y mortalidad, ha habido una ausencia de ensayos clínicos robustos y revisiones sistemáticas que investiguen la eficacia de los tratamientos farmacológicos para las fases hipomaníaca y depresiva del TB-II. Por lo tanto, las guías de tratamiento actuales para los síntomas del TB-II se derivan y extrapolan de las guías de tratamiento del TB-I, junto con ensayos controlados aleatorios limitados publicados en la literatura.: 1697 
El tratamiento del TB-II consta de lo siguiente: tratamiento de la hipomanía, tratamiento de la depresión mayor y terapia de mantenimiento para la prevención de recaídas de hipomanía o depresión. Dado que el TB-II es una condición crónica, el objetivo del tratamiento es lograr la remisión de los síntomas y prevenir el autodaño en los pacientes. Las modalidades de tratamiento del TB-II incluyen farmacoterapia basada en medicamentos, junto con varias formas de psicoterapia.

## Medicamentos

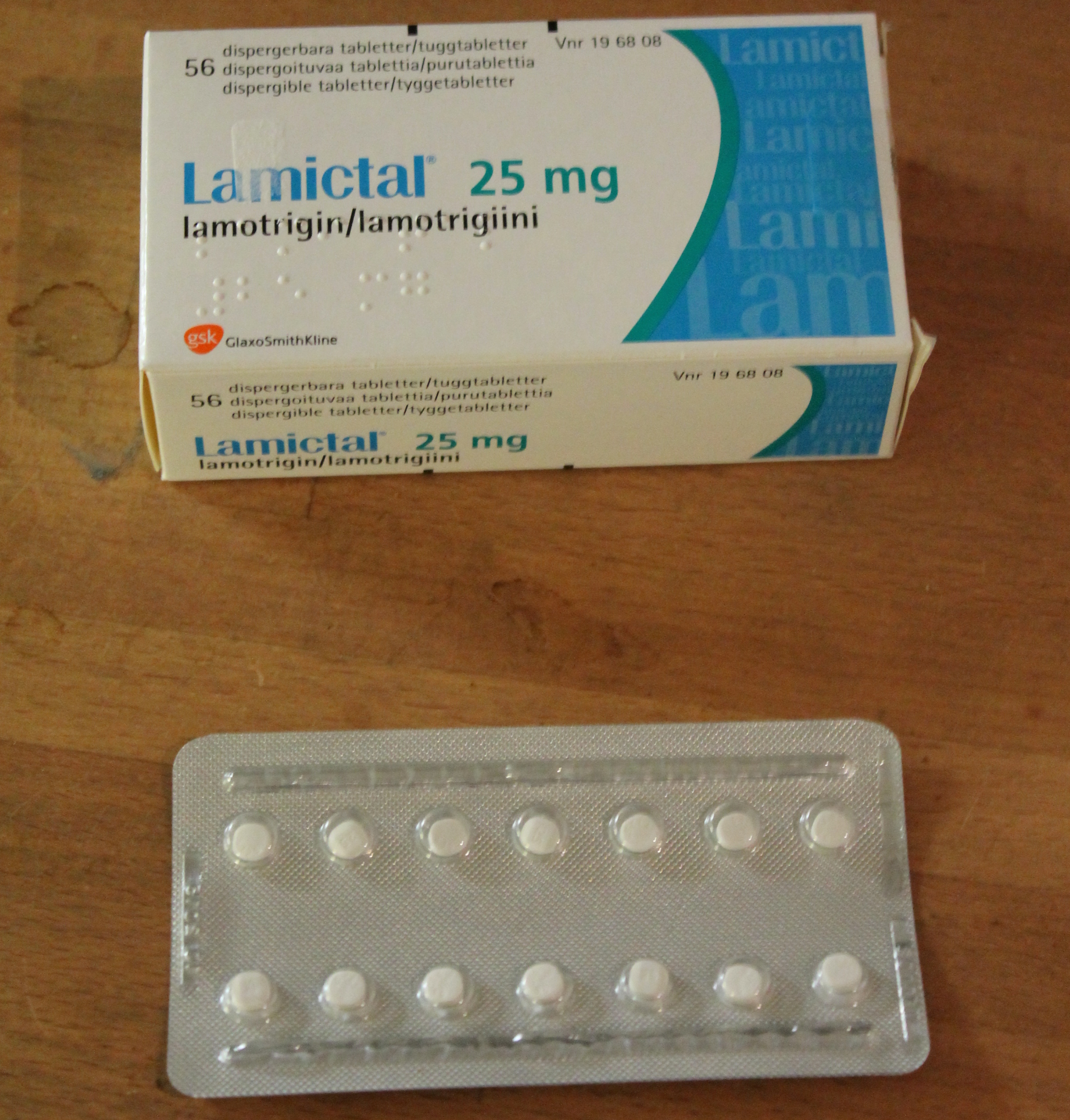
Lamotrigina (Lamictal) es un anticonvulsivante que puede usarse como estabilizador del estado de ánimo para tratar el TB-II.

Los agentes farmacológicos más comúnmente utilizados en el tratamiento del TB-II incluyen estabilizadores del estado de ánimo, antipsicóticos y antidepresivos.

### Estabilizadores del estado de ánimo
Los estabilizadores del estado de ánimo utilizados en el tratamiento de episodios hipomaníacos y depresivos del TB-II incluyen litio, y los medicamentos anticonvulsivantes valproato, carbamazepina, lamotrigina y topiramato.
Hay evidencia sólida de que el litio es efectivo para tratar tanto los síntomas depresivos como los hipomaníacos en el TB-II, junto con la reducción del cambio hipomaníaco en pacientes tratados con antidepresivos. Además, el litio es el único estabilizador del estado de ánimo que demuestra una disminución en el suicidio y el autodaño en pacientes con trastornos del estado de ánimo. Debido al estrecho índice terapéutico del litio, los niveles de litio deben monitorearse regularmente para prevenir la toxicidad por litio. 
También hay evidencia de que los anticonvulsivantes valproato, lamotrigina, carbamazepina y topiramato son efectivos en la reducción de los síntomas de episodios hipomaníacos y depresivos del trastorno bipolar. Los mecanismos potenciales que contribuyen a estos efectos incluyen una disminución en la excitación cerebral debido al bloqueo de canales de sodio de bajo voltaje, disminución de glutamato y aminoácidos excitatorios, y potenciación de los niveles de GABA. Hay evidencia de que la lamotrigina disminuye el riesgo de recaída en el TB-II de ciclaje rápido. Es más efectiva en el TB-II que en el TB-I, lo que sugiere que la lamotrigina es más efectiva para el tratamiento de episodios depresivos que maníacos. Se han reportado dosis de 100 a 200 mg con mayor eficacia, mientras que dosis experimentales de 400 mg han mostrado poca respuesta. Un ensayo multicéntrico grande que comparó carbamazepina y litio durante dos años y medio encontró que la carbamazepina fue superior en la prevención de futuros episodios de TB-II, aunque el litio fue superior en individuos con TB-I. También hay alguna evidencia para el uso de valproato y topiramato, aunque los resultados para el uso de gabapentina han sido decepcionantes.

#### Antipsicóticos

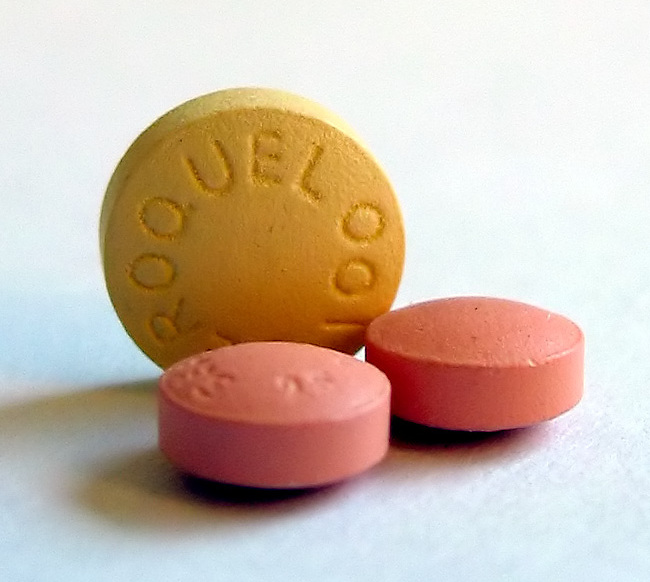
Quetiapina (Seroquel) es un antipsicótico utilizado para tratar la depresión aguda del TB-II

Los antipsicóticos se utilizan como una opción de segunda línea para episodios hipomaníacos, típicamente indicados en pacientes que no responden a estabilizadores del estado de ánimo. Sin embargo, la quetiapina es el único antipsicótico que ha demostrado eficacia en múltiples metaanálisis de ensayos controlados aleatorios para tratar la depresión aguda del TB-II, y es una opción de primera línea para pacientes con depresión del TB-II.: 1697  Otros antipsicóticos utilizados para tratar el TB-II incluyen lurasidona, olanzapina, cariprazina, aripiprazol, asenapina, paliperidona, risperidona, ziprasidona, haloperidol y clorpromazina. Como clase, los antipsicóticos de primera generación están asociados con trastornos del movimiento y efectos secundarios anticolinérgicos en comparación con los antipsicóticos de segunda generación.

#### Antidepresivos
Hay evidencia que apoya el uso de ISRS e IRSN antidepresivos en el TB-II, pero el uso de estos tratamientos es controvertido. Los riesgos potenciales de la farmacoterapia con antidepresivos en pacientes con trastorno bipolar incluyen un aumento del ciclaje del estado de ánimo, el desarrollo de ciclaje rápido, disforia y cambio a hipomanía. Además, la evidencia de su eficacia en la depresión bipolar es mixta. Por lo tanto, en la mayoría de los casos, no se recomienda la monoterapia con antidepresivos en pacientes con TB-II. Sin embargo, los antidepresivos pueden proporcionar beneficios a algunos pacientes cuando se usan junto con estabilizadores del estado de ánimo y antipsicóticos, ya que estos medicamentos reducen el riesgo de cambio maníaco/hipomaníaco. Sin embargo, el riesgo persiste y deben usarse con precaución.

### Terapias no farmacológicas
Aunque la terapia con medicamentos es el estándar de atención para el tratamiento de ambos, TB-I y TB-II, las terapias no farmacológicas adicionales también pueden ayudar a quienes padecen la enfermedad. Los beneficios incluyen la prevención de recaídas y una mejor adherencia a la medicación de mantenimiento. Estas incluyen psicoterapia (por ejemplo, terapia cognitivo-conductual, terapia psicodinámica, psicoanálisis, terapia interpersonal, terapia conductual, terapia cognitiva y terapia centrada en la familia), terapia de ritmo social, arteterapia, musicoterapia, psicoeducación, atención plena y fototerapia. Los metaanálisis en la literatura han mostrado que la psicoterapia más la farmacoterapia se asociaron con una menor tasa de recaídas en comparación con los pacientes tratados solo con farmacoterapia. Sin embargo, las recaídas aún pueden ocurrir, a pesar de la medicación y terapia continuas. Las personas con trastorno bipolar pueden desarrollar disociación para adaptarse a cada estado de ánimo que experimentan. Para algunos, esto se hace intencionalmente, como un medio para escapar del trauma o el dolor de un período depresivo, o simplemente para organizar mejor su vida mediante el establecimiento de límites para sus percepciones y comportamientos.

## Pronóstico
Hay evidencia que sugiere que el TB-II tiene un curso de enfermedad más crónico que el TB-I. Este curso constante y generalizado de la enfermedad lleva a un aumento del riesgo de suicidio y más episodios hipomaníacos y depresivos mayores con períodos más cortos entre episodios que los que experimentan los pacientes con TB-I. El curso natural del TB-II, cuando no se trata, lleva a que los pacientes pasen la mayoría de su vida con algunos síntomas, principalmente derivados de la depresión. Su depresión recurrente resulta en distress personal y discapacidad.
Esta discapacidad puede manifestarse en forma de deterioro psicosocial, que se ha sugerido que es peor en pacientes con TB-II que en pacientes con TB-I. Otro aspecto de esta enfermedad que está asociado con un peor pronóstico es el ciclado rápido, que denota la ocurrencia de cuatro o más episodios depresivos, hipomaníacos o mixtos en un período de 12 meses. El ciclaje rápido es bastante común en aquellos con TB-II, mucho más en mujeres que en hombres (70% vs. 40%), y sin tratamiento lleva a fuentes adicionales de discapacidad y un mayor riesgo de suicidio. Las mujeres son más propensas a un ciclaje rápido entre episodios hipomaníacos y depresivos. Para mejorar el pronóstico de un paciente, se recomienda favorablemente una terapia a largo plazo para controlar los síntomas, mantener la remisión y prevenir recaídas. Con tratamiento, los pacientes han mostrado una disminución en el riesgo de suicidio (especialmente cuando se trata con litio) y una reducción en la frecuencia y severidad de sus episodios, lo que los mueve hacia una vida estable y reduce el tiempo que pasan enfermos. Para mantener su estado de equilibrio, la terapia a menudo se continúa indefinidamente, ya que alrededor del 50% de los pacientes que la discontinúan recaen rápidamente y experimentan episodios completos o síntomas subsindrómicos que generan deterioros funcionales significativos.

### Funcionamiento
Los déficits en el funcionamiento asociados con el TB-II provienen principalmente de la depresión recurrente que experimentan los pacientes con TB-II. Los síntomas depresivos son mucho más incapacitantes que los hipomaníacos y son potencialmente tan, o más, incapacitantes que los síntomas de manía. El deterioro funcional ha demostrado estar directamente vinculado con el aumento de los porcentajes de síntomas depresivos, y debido a que los síntomas subsindrómicos son más comunes y frecuentes en el TB-II, se han implicado fuertemente como una causa importante de discapacidad psicosocial. Hay evidencia que muestra que los síntomas depresivos leves, o incluso los subsindrómicos, son responsables de la no recuperación del funcionamiento social, lo que refuerza la idea de que los síntomas depresivos residuales son perjudiciales para la recuperación funcional en pacientes tratados por TB-II. Se ha sugerido que la interferencia de los síntomas en las relaciones sociales e interpersonales en el TB-II es peor que la interferencia de los síntomas en otras enfermedades médicas crónicas como el cáncer. Este deterioro social puede durar años, incluso después de un tratamiento que haya resultado en la resolución de los síntomas del estado de ánimo.
Los factores relacionados con este deterioro social persistente son síntomas depresivos residuales, percepción limitada de la enfermedad (muy común en pacientes con TB-II) y deterioro en el funcionamiento ejecutivo. La capacidad deteriorada en funciones ejecutivas está directamente vinculada a un pobre funcionamiento psicosocial, un efecto secundario común en pacientes con TB-II.
El impacto en el funcionamiento psicosocial de un paciente proviene de los síntomas depresivos (más comunes en el TB-II que en el TB-I). Un aumento en la severidad de estos síntomas parece correlacionarse con un aumento significativo en la discapacidad psicosocial. La discapacidad psicosocial puede manifestarse en una mala memoria semántica, que a su vez afecta otros dominios cognitivos como la memoria verbal y (como se mencionó anteriormente) el funcionamiento ejecutivo, lo que lleva a un impacto directo y persistente en el funcionamiento psicosocial.
Una organización anormal de la memoria semántica puede manipular pensamientos y llevar a la formación de delirios y posiblemente afectar problemas de habla y comunicación, lo que puede conducir a problemas interpersonales. Los pacientes con TB-II también han mostrado un peor funcionamiento cognitivo que aquellos con TB-I, aunque demuestran aproximadamente la misma discapacidad en cuanto al funcionamiento ocupacional, relaciones interpersonales y autonomía. Esta disrupción en el funcionamiento cognitivo afecta su capacidad para funcionar en el lugar de trabajo, lo que lleva a altas tasas de pérdida de empleo en poblaciones de pacientes con TB-II. Después del tratamiento y mientras están en remisión, los pacientes con TB-II tienden a reportar un buen funcionamiento psicosocial, pero aún obtienen puntajes más bajos que los pacientes sin el trastorno. Estos impactos duraderos sugieren que un período prolongado de TB-II sin tratar puede llevar a efectos adversos permanentes en el funcionamiento.

### Recuperación y recurrencia
El TB-II tiene una naturaleza de recaída crónica. Se ha sugerido que los pacientes con TB-II tienen un mayor grado de recaída que los pacientes con TB-I. Generalmente, dentro de los cuatro años posteriores a un episodio, alrededor del 60% de los pacientes recaerán en otro episodio. Algunos pacientes son sintomáticos la mitad del tiempo, ya sea con episodios completos o síntomas que están justo por debajo del umbral de un episodio.
Debido a la naturaleza de la enfermedad, la terapia a largo plazo es la mejor opción y busca no solo controlar los síntomas, sino mantener una remisión sostenida y prevenir recaídas. Incluso con tratamiento, los pacientes no siempre recuperan el funcionamiento completo, especialmente en el ámbito social. Hay una clara brecha entre la recuperación sintomática y la recuperación funcional completa para los pacientes con TB-I y TB-II. Como tal, y debido a que aquellos con TB-II pasan más tiempo con síntomas depresivos que no califican como un episodio depresivo mayor, la mejor oportunidad para la recuperación es tener intervenciones terapéuticas que se centren en los síntomas depresivos residuales y apunten a mejorar el funcionamiento psicosocial y cognitivo. Incluso con tratamiento, se coloca una cierta cantidad de responsabilidad en las manos del paciente; deben ser capaces de asumir la responsabilidad de su enfermedad aceptando su diagnóstico, tomando la medicación requerida y buscando ayuda cuando sea necesario para hacerlo bien en el futuro.
El tratamiento a menudo continúa después de lograda la remisión, y el tratamiento que funcionó se mantiene durante la fase de continuación (que dura de 6 a 12 meses) y el mantenimiento puede durar de 1 a 2 años o, en algunos casos, indefinidamente. Uno de los tratamientos de elección es el litio, que ha demostrado ser muy beneficioso para reducir la frecuencia y severidad de los episodios depresivos. El litio previene la recaída del estado de ánimo y funciona especialmente bien en pacientes con TB-II que experimentan ciclaje rápido. Casi todos los pacientes con TB-II que toman litio tienen una disminución en la cantidad de tiempo que pasan enfermos y una disminución en los episodios de estado de ánimo.
Junto con la medicación, otras formas de terapia han demostrado ser beneficiosas para los pacientes con TB-II. Un tratamiento llamado "plan de bienestar" cumple varios propósitos: informa a los pacientes, los protege de futuros episodios, les enseña a agregar valor a su vida y trabaja para construir un fuerte sentido de sí mismos para defenderse de la depresión y reducir el deseo de sucumbir a los altos hipomaníacos seductores. El plan debe apuntar alto. De lo contrario, los pacientes recaerán en la depresión. Una gran parte de este plan implica que el paciente esté muy consciente de las señales de advertencia y los desencadenantes de estrés para que asuma un papel activo en su recuperación y prevención de recaídas.

### Mortalidad
Varios estudios han mostrado que el riesgo de suicidio es ligeramente mayor en pacientes que tienen TB-II que en aquellos con TB-I. En los resultados de un revisión académica de varios experimentos de estudios de por vida, se encontró que el 32.4% de los pacientes con TB-I experimentaron ideación suicida o intentos de suicidio en comparación con el 36% en pacientes con TB-II. Los trastornos bipolares, en general, son la tercera causa principal de muerte en jóvenes de 15 a 24 años. También se encontró que los pacientes con TB-II emplean medios más letales y tienen más suicidios completados en general.
Los pacientes con TB-II tienen varios factores de riesgo que aumentan su riesgo de suicidio. La enfermedad es muy recurrente y resulta en discapacidades severas, problemas de relaciones interpersonales, barreras para objetivos académicos, financieros y vocacionales, y una pérdida de posición social en su comunidad, todo lo cual aumenta la probabilidad de suicidio. Los síntomas mixtos y el ciclaje rápido, ambos muy comunes en el TB-II, también están asociados con un mayor riesgo de suicidio. La tendencia a que el TB-II sea mal diagnosticado y tratado de manera ineficaz, o no tratado en algunos casos, lleva a un aumento del riesgo.
Como resultado del alto riesgo de suicidio para este grupo, reducir el riesgo y prevenir los intentos sigue siendo una parte principal del tratamiento; una combinación de auto-monitoreo, supervisión cercana por un terapeuta y adherencia fiel al régimen de medicación ayudará a reducir el riesgo y prevenir la probabilidad de suicidio.
El suicidio es una causa común de muerte para muchos pacientes con enfermedades psiquiátricas severas. Los trastornos del estado de ánimo (depresión y bipolar) son, con mucho, las condiciones psiquiátricas más comúnmente asociadas con el suicidio. Al menos del 25% al 50% de los pacientes con trastorno bipolar también intentan suicidarse al menos una vez. Aparte del litio, que es el tratamiento más demostrablemente efectivo contra el suicidio, se sabe poco sobre las contribuciones de tratamientos específicos para alterar el estado de ánimo en la minimización de las tasas de mortalidad en personas con trastornos del estado de ánimo mayores o depresión bipolar específicamente. El suicidio suele ser una manifestación de distress psiquiátrico severo que a menudo está asociado con una forma de depresión diagnosticable y tratable u otra enfermedad mental. En un entorno clínico, una evaluación del riesgo suicida debe preceder cualquier intento de tratar una enfermedad psiquiátrica.

## Epidemiología
La prevalencia estimada de por vida global del trastorno bipolar entre adultos varía del 1 al 3 por ciento. La incidencia anual se estima que varía de 0.3 a 1.2 por ciento en todo el mundo. Según la Iniciativa de Encuesta Mundial de Salud Mental, la prevalencia de por vida del TB-II fue del 0.4%, con una prevalencia de 12 meses del 0.3%. Otros metaanálisis han encontrado una prevalencia de por vida del TB-II de hasta el 1.57%. En los Estados Unidos, la prevalencia de por vida estimada del TB-II fue del 1.1%, con una prevalencia de 12 meses del 0.8%. La edad media de inicio para el TB-II fue de 20 años. Hasta ahora, no ha habido estudios que demuestren concluyentemente que existe una distribución desigual de los trastornos bipolares entre sexos y etnias.
La gran mayoría de los estudios y metaanálisis no diferencian entre el TB-I y el TB-II, y los datos epidemiológicos actuales pueden no describir con precisión la verdadera prevalencia e incidencia. Además, el TB-II está subdiagnosticado en la práctica, y es fácil pasar por alto formas más leves de esta condición.

## Historia
En la psiquiatría del siglo XIX, el término "manía" abarcaba un amplio rango de intensidades, y la hipomanía era considerada por algunos como una forma de "locura parcial" o monomanía. Un uso más específico del término fue propuesto por el neuropsiquiatra alemán Emanuel Ernst Mendel en 1881, quien escribió: "Recomiendo (considerando la palabra utilizada por Hipócrates) nombrar aquellos tipos de manía que muestran un cuadro fenomenológico menos severo como 'hipomanía'". A partir de las décadas de 1960 y 1970, se desarrollaron definiciones operativas más precisas de la hipomanía.
La primera distinción diagnóstica entre la enfermedad maníaco-depresiva con manía y aquella con hipomanía fue propuesta por Carl Gustav Jung en 1903. En su artículo, Jung introdujo una versión no psicótica de la enfermedad, declarando: "Me gustaría publicar varios casos cuya peculiaridad consiste en un comportamiento hipomaníaco crónico" donde "no se trata en absoluto de una manía real, sino de un estado hipomaníaco que no puede considerarse psicótico". Jung ilustró esta variante hipomaníaca con cinco historias clínicas, cada una con comportamientos hipomaníacos, episodios ocasionales de depresión y estados de ánimo mixtos, que generaban trastornos personales e interpersonales para cada paciente.
En 1975, la distinción original de Jung entre manía e hipomanía recibió apoyo adicional. Fieve y Dunner publicaron un artículo que reconocía que solo los individuos en un estado maníaco requerían hospitalización. Propusieron que la presencia de uno u otro estado diferenciaba dos enfermedades distintas; esta idea fue inicialmente recibida con escepticismo. Sin embargo, estudios posteriores confirmaron que el TB-II es un trastorno fenomenológicamente distinto.
La evidencia empírica, junto con consideraciones de tratamiento, llevó al Grupo de Trabajo sobre Trastornos del Estado de Ánimo del DSM-IV a incluir el TB-II como una entidad propia en la publicación de 1994. Solo otro trastorno del estado de ánimo fue añadido en esta edición, lo que refleja el enfoque conservador del grupo de trabajo. En mayo de 2013, se publicó el DSM-5. Se anticipan dos revisiones a los criterios existentes del TB-II. La primera reducirá la duración requerida de un estado hipomaníaco de cuatro a dos días. La segunda permitirá diagnosticar hipomanía sin la manifestación de un estado de ánimo elevado; es decir, un aumento de energía/actividad será suficiente. La justificación de esta última revisión es que algunos individuos con TB-II solo muestran cambios visibles en la energía. Sin un estado de ánimo elevado, estos individuos son comúnmente diagnosticados erróneamente con trastorno depresivo mayor, recibiendo prescripciones de antidepresivos que, sin estabilizadores del estado de ánimo, pueden inducir ciclaje rápido o estados mixtos.

## Sociedad y cultura
Algunas personas destacadas han compartido públicamente su diagnóstico de trastorno bipolar tipo II:
- Heath Black, exjugador de fútbol australiano, reveló en su autobiografía, Black, que fue diagnosticado con TB-II.[71]
- Maria Bamford, comediante estadounidense, ha sido diagnosticada con TB-II.[72]
- Geoff Bullock, cantautor australiano, fue diagnosticado con TB-II.[73]
- Mariah Carey, cantante estadounidense, fue diagnosticada con TB-II en 2001 y en 2018 reveló públicamente que busca tratamiento con terapia y medicación.[74]
- Charmaine Dragun, periodista australiana, fue diagnosticada con TB-II según una investigación post mortem.[75]
- Joe Gilgun, actor británico, ha sido diagnosticado con TB-II.[76]
- Shane Hmiel, piloto de automovilismo estadounidense, ha sido diagnosticado con TB-II.[77]
- Jesse Jackson Jr., político estadounidense, ha sido diagnosticado con TB-II.[78]
- Thomas Eagleton, político estadounidense, fue diagnosticado con TB-II por el Dr. Frederick K. Goodwin.[79]
- Carrie Fisher, actriz estadounidense, fue diagnosticada con TB-II.[80]
- Demi Lovato, cantante y actriz estadounidense, ha sido diagnosticada con TB-II.[81][82]
- Evan Perry, protagonista del documental Boy Interrupted, fue diagnosticado con TB-II.[83]
- Richard Rossi, cineasta y músico estadounidense, fue diagnosticado con TB-II.[84]
- Rumer, cantante británica, ha sido diagnosticada con TB-II.[85]
- Catherine Zeta-Jones, actriz británica, recibió tratamiento para TB-II tras enfrentar el estrés por el cáncer de garganta de su esposo.[86]